# دفارز دور فلاندرز للسيدات 2018
دفارز دور فلاندرز للنساء 2018 (بالفرنسية: À travers les Flandres féminin 2018)‏ هو سباق دراجات هوائية، وهو الموسم رقم 7 من السباق، وأقيم في 28 مارس 2018، وامتدّ لمسافة 117.7 كيلومتر، وهو أحد سباقات سباق الدراجات على الطريق للنساء 2018، وهو من نوع سباق الدراجات، وقد شارك في السباق 169 متسابقاً ووصل إلى نهايته 101 متسابقاً.
فاز فيه بالمركز الأول إيلين فان دايك، وبالمركز الثاني ايمي بيترز، وبالمركز الثالث فلورتجي ماكايج.

## الفرق
| فرق سيدات محترفة (23)- يو أي أيه تيم ‏ - أيه آر مونكس برو سيكلينج للسيدات ‏ - بيزكايا دورانجو 2018 ‏ - بويلز دولمانز 2018 ‏ - BTC City Ljubljana ‏ - كانيون إس آر إيه إم راسينغ 2018 ‏ - Équipe Paule Ka ‏ - Cylance Pro Cycling (women's team) ‏ - دولتشيني فان إيك سبورت 2018 ‏ - Experza–Footlogix Ladies Cycling Team ‏ - FDJ–Suez ‏ - Health Mate–Cyclelive Team ‏ - هايتك بوردكتس-بيرك سبورت 2018 ‏ - لوتو سودال للسيدات 2018 ‏ - Liv AlUla Jayco ‏ - موفيستار للسيدات ‏ - باركهوتل فالكنبورغ 2018 ‏ - موسم فريق سنويب للسيدات 2018 ‏ - توب قيرلز فسى برتولو 2018 ‏ - فالكار-بي بي إم 2018 ‏ - Team Virtu Cycling Women ‏ - Wiggle High5 Pro Cycling ‏ - Ceratizit Pro Cycling ‏ فرق دراجات هواة سيدات (7)- أوتوجلاس ويترين ‏ - Bcm Nowatex Ziemia Darlo‏ - Equano-Wase Zon‏ - Isorex‏ - Jos Feron Lady Force ‏ - Keukens Redant ‏ - Wielerclub de sprinters Malderen ‏ |  |
| |  |

## التصنيف العام النهائي
| التصنيف العام | التصنيف العام       | التصنيف العام | التصنيف العام             | التصنيف العام     |        |
| الدراج        | الدراج              | البلد         | الفريق                    | الوقت             | السرعة |
| ------------- | ------------------- | ------------- | ------------------------- | ----------------- | ------ |
| 1.            | إيلين فان دايك      | هولندا        | Sunweb                    | 3 س 30 دقيقة 24 ث |        |
| 2.            | ايمي بيترز          | هولندا        | Boels Dolmans             | + 55 ث            |        |
| 3.            | فلورتجي ماكايج      | هولندا        | Sunweb                    | + 55 ث            |        |
| 4.            | يوجينة بوجاك        | بولندا        | BTC City Ljubljana        | + 55 ث            |        |
| 5.            | أنيميك فان فليوتن   | هولندا        | Mitchelton-Scott          | + 55 ث            |        |
| 6.            | آشلي مولمان         | جنوب أفريقيا  | Cervélo Bigla             | + 55 ث            |        |
| 7.            | ماغورزاتا جاسيسكا   | بولندا        | Movistar Women            | + 55 ث            |        |
| 8.            | كاتارزينا نيفيادوما | بولندا        | Canyon-SRAM Racing        | + 55 ث            |        |
| 9.            | سوزان أندرسن        | النرويج       | Hitec Products-Birk Sport | + 1 دقيقة 47 ث    |        |
| 10.           | أمالي ديديريكسن     | الدنمارك      | Boels Dolmans             | + 1 دقيقة 47 ث    |        |

## وصلات خارجية
- الموقع الرسمي
- دفارز دور فلاندرز للسيدات 2018 على موقع إحصائيات الدراجات الإحترافية (الإنجليزية)